# Сухрінська сільська рада
Су́хрінська сільська рада (рос. Сухринский сельский совет) — сільське поселення у складі Шадрінського району Курганської області Росії.
Адміністративний центр — село Сухрінське.
Населення сільського поселення становить 677 осіб (2017; 798 у 2010, 1012 у 2002).

## Склад
До складу сільського поселення входять:
| Населений пункт          | Населення, осіб (2002) | Населення, осіб (2010) |
| ------------------------ | ---------------------- | ---------------------- |
| Замараєвське, присілок   | 200                    | 139                    |
| Лящево-Замараєво, селище | 119                    | 46                     |
| Сухрінське, село         | 693                    | 613                    |